# Robert Dover
Ne doit pas être confondu avec Robert Dovers.
Robert Dover, né le 7 juin 1956 à Chicago, est un cavalier de dressage américain.

## Palmarès

### Jeux olympiques
- 1992 : médaille de bronze  par équipe (composée de Carol Lavell, Charlotte Bredahl et Michael Poulin) aux Jeux olympiques de Barcelone en Espagne avec Irish
- 1996 : médaille de bronze  par équipe (composée de Michelle Gibson, Steffen Peters et Guentër Seidel) aux Jeux olympiques d'Atlanta aux États-Unis avec Metallic
- 2000 : médaille de bronze  par équipe (composée de Susan Blinks, Guentër Seidel et Christine Traurig) aux Jeux olympiques de Sydney en Australie avec Ranier
- 2004 : médaille de bronze  par équipe (composée de Lisa Wilcox, Guentër Seidel et Deborah McDonald) aux Jeux olympiques d'Athènes en Grèce avec Kennedy[1]

### Championnats du monde
- 1994 : médaille de bronze à La Haye.